# Confraternita di San Carlo Borromeo

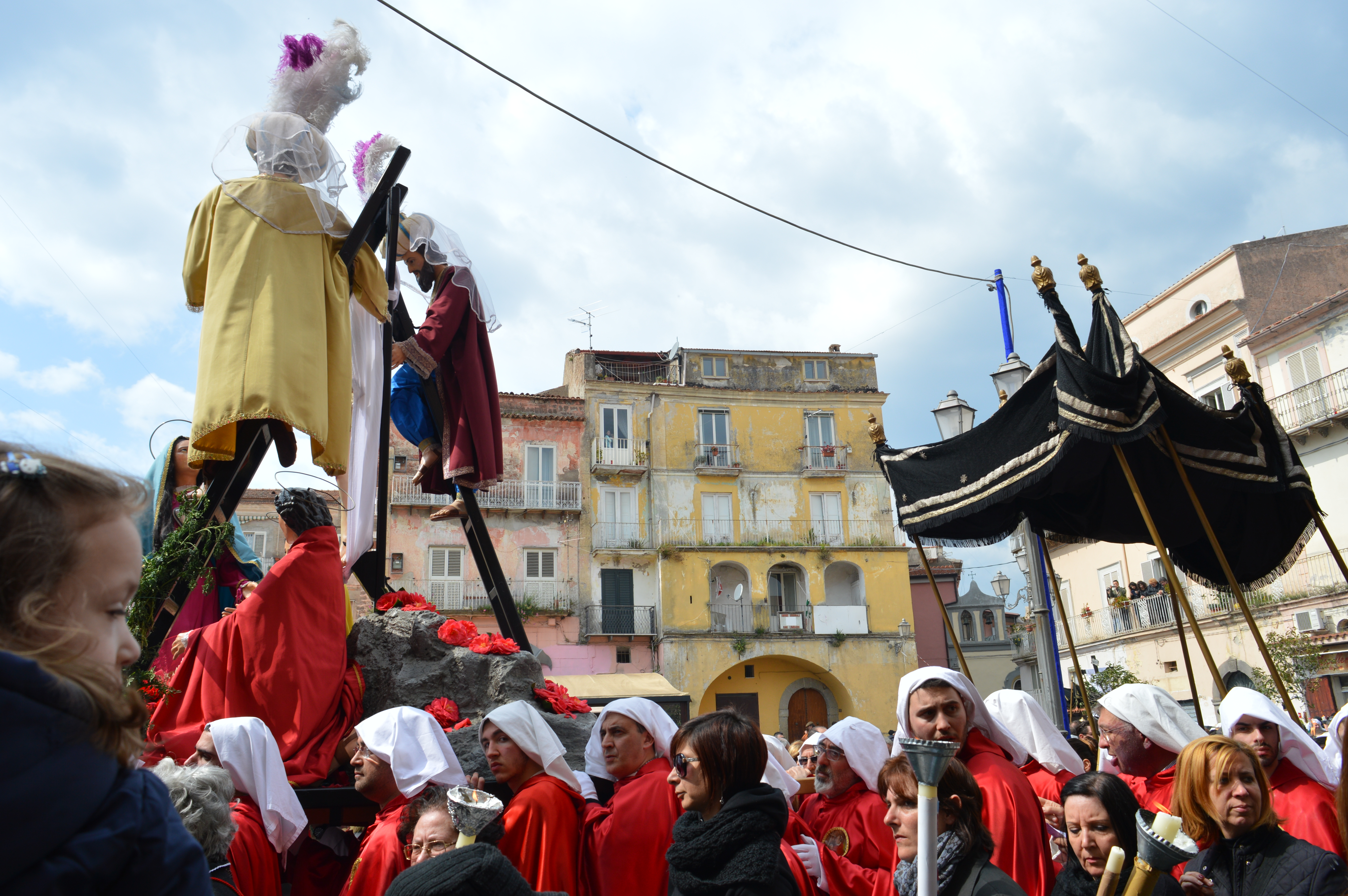
La Confraternita il Sabato Santo

La Confraternita di San Carlo Borromeo fu fondata nel 1615 da un gruppo di laici che, dopo aver restaurato l'antica chiesa di San Francesco dei battenti a Sessa Aurunca, l'intitolò a san Carlo. L'attuale sede della Confraternita in origine era una piccola chiesa dedicata alla Beata Vergine della Neve (nella sacrestia ve n'è un'icona), ma dopo la morte di Francesco d'Assisi la chiesa gli fu dedicata per avervi trovato dimora nel suo soggiorno a Sessa. Alla chiesa di San Francesco ben presto i fedeli attribuirono l'epiteto "dei pignatari" per la sua vicinanza alle officine degli artigiani che lavoravano la creta.

## Inizi
Dopo la sua nascita la Confraternita di San Carlo Borromeo, parimenti alle altre Confraternite di Sessa, fu aggregata con l'omonimo sodalizio romano ospitato dalla chiesa di San Carlo al Corso, soprattutto per godere i benefici delle indulgenze concesse periodicamente dalla Chiesa. La Confraternita di San Carlo Borromeo era la più numerosa fra quelle esistenti in Sessa con 125 confratelli ed era caratterizzata da leggi corporativistiche per la più totale preclusione alle caste borghesi e nobili e l'ammissione esclusiva riservata ai ceti più poveri: artigiani, manovali e operai.
Le regole della Confraternita furono approvate dal re Carlo III con decreto del 30 maggio 1758 ed erano norme molto rigide, in particolare riguardo all'ammissione dei nuovi confratelli. I neo confratelli, infatti, erano tenuti a pagare in anticipo gli abiti congregali e nell'ipotesi in cui un confratello fosse passato, successivamente alla sua ammissione, a far parte di un ceto borghese o nobile, nei suoi confronti erano limitati certi diritti. La Confraternita di San Carlo non aveva alcun tipo di rendita, perciò faceva affidamento sulle offerte raccolte dai confratelli nei giorni di festa unitamente al priore e agli assistenti cui era fatto obbligo di questuare nelle campagne limitrofe. L'Assemblea dei confratelli rivestiva un ruolo fondamentale del sodalizio: deliberava su tutte le questioni di importanza rilevante, eleggeva l'Amministrazione nel giorno di Pasqua ogni due anni.

## Monte di San Carlo
Contestualmente e parallelamente alla Confraternita nacque il "Monte di San Carlo", una sorta di "confraternita sorella" che aveva particolari finalità. Le norme fondamentali che disciplinavano la vita del Monte di San Carlo riguardavano essenzialmente gli scopi precipui e in particolare: che i confratelli del Monte fossero accompagnati alla sepoltura da venticinque confratelli e otto sacerdoti, che fossero sorteggiati obbligatoriamente dei maritaggi o sussidi alle figlie dei confratelli poveri e che fossero celebrate Sante Messe in suffragio dei confratelli defunti. Le regole del Monte di San Carlo furono munite di regio assenso da Ferdinando IV di Borbone il 28 giugno 1763. Il Monte continuò ad operare fino al commissariamento delle Confraternite da parte dell'Ordinario Diocesano dell'epoca, Costantini.

## La chiesa

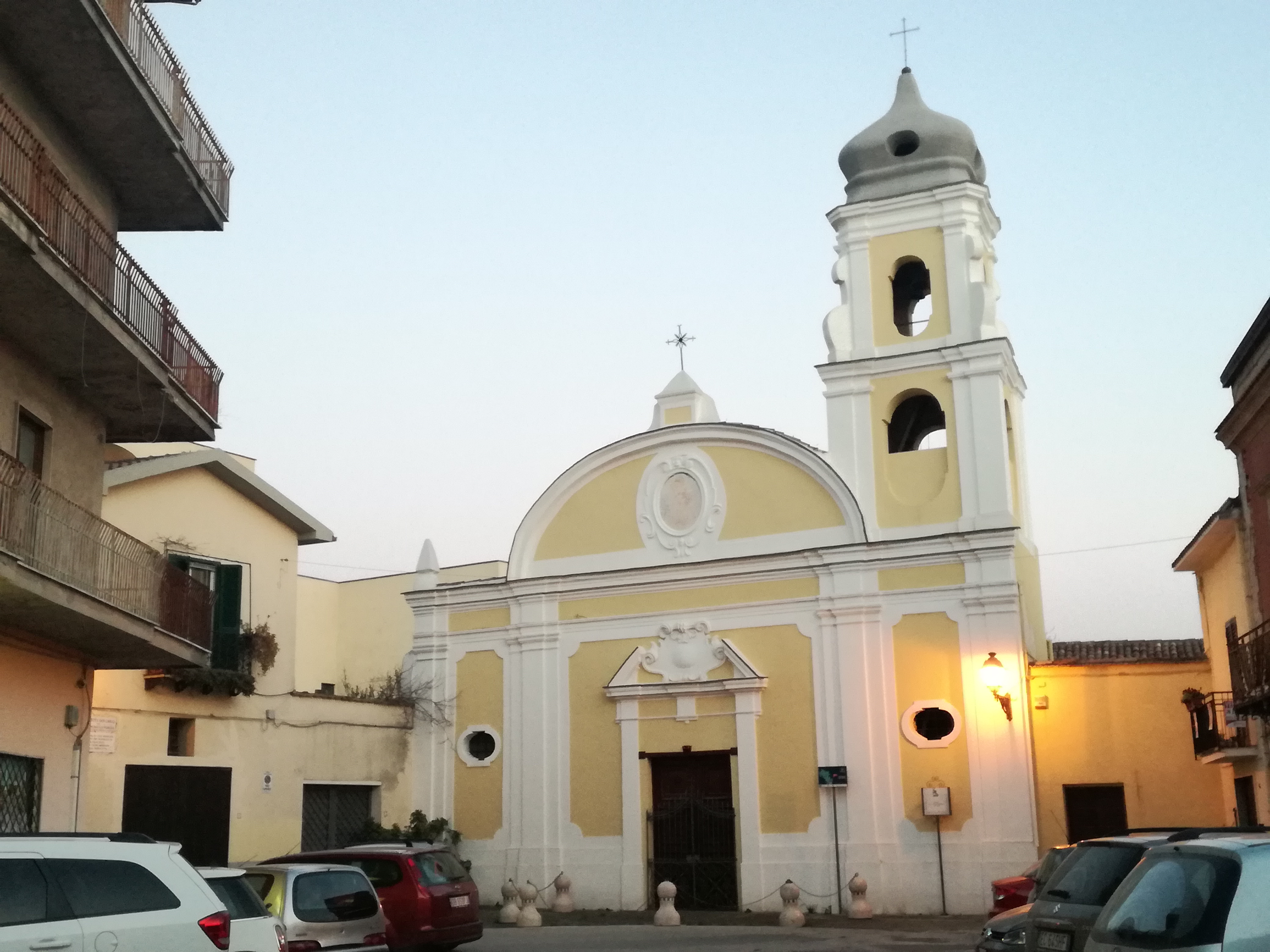
Chiesa di San Carlo Borromeo

Datare i vari periodi storici è arduo, ma di certo è che intorno al XII secolo, "nel borgo inferiore" sorgeva una cappella dedicata al culto della Beata Vergine della Neve. Nell'arco di tempo fra il 1211 e il 1253, epoca in cui Francesco d'Assisi dimorò nella città di Sessa, un proselito di frati ampliò e trasformò la già esistente cappella in un protoconventino intitolato al culto di San Francesco "dei pignatari".
Nell'anno 1615, fu fondata una "compagnia di laici" – l'attuale Confraternita – la quale, sotto il patrocinio dei nobili governatori De Honuphriis, Rossi e Sorgente, ampliò nuovamente l'intera struttura. Nel 1995 fu riportata alla luce un'iscrizione marmorea che indica l'anno del "miracolo" di San Francesco a Sessa. MCCXI è l'anno in cui furono ultimati i lavori della nuova chiesa: IN CULTUM DI: CAROLI BORRHOMAEI ERECTO NUNC DE NUO.../AB ORBE REDEMPTO/MDCCLV.
La struttura si presenta composta da due distinti corpi di fabbrica: una parte superiore e una parte inferiore dove nette sono le differenze artistiche e funzionali.
Oggi la parte superiore presenta una facciata barocca con campanile a due ordini, provvisto di finestre mistilinee e una cuspide piriforme. L'interno è a navata unica con volta a botte lunettata e unghie. Presenta quattro cappelle, due per lato, con capitelli decorati con foglie d'acanto rovesciante. La prima cappella a destra presenta una tela del Settecento raffigurante la "Madonna con Bambino tra i Santi Agostino e Lazzaro", la seconda custodisce il "gruppo della Deposizione".
Le cappelle alla sinistra contengono una il busto ligneo raffigurante San Giuseppe con bambino, l'altra è dedicata al culto di san Lazzaro.
Sopra la porta d'ingresso vi è la cantoria lignea. Il presbiterio privo di cupola presenta un altare in marmi policromi con una tela raffigurante San Carlo Borromeo durante l'atto perenne d'adorazione.
Sui due lati sono raffigurati in due ovali il regnante Carlo III e sua moglie Maria Luisa. La pavimentazione dell'intero complesso è in maioliche del XVIII secolo con decorazioni di foglie, fiori e conchiglie. La sagrestia presenta sul fondo una tela del Settecento: La Vergine della Neve con Bambino tra Santi Agostino e Carlo Borromeo e una volta a padiglione nella quale sono presenti tracce d'affreschi.
La sagrestia, restaurata nel 2005, contiene la tela settecentesca d'ignoto autore raffigurante la parabola del Banchetto del ricco Epulone, una tela di Madonna col Bambino, una tela ed un busto argenteo raffiguranti san Carlo Borromeo.
La parte inferiore della chiesa è collegata a quella superiore da una scala di marmo alla quale si accede attraverso un'aula di disimpegno (chiamata sala ex voto) dove sono custoditi ex voto in argento d'inizio secolo, suppellettili, documenti storici e due tele del Settecento una raffigurante la Madonna con Bambino e l'altra San Carlo Borromeo.
La cripta, modificata nel corso degli anni, al tempo di Francesco d'Assisi conteneva una cella affrescata con l'immagine del santo nell'atto della preghiera contemplativa (come riporta lo storico Sacco) mentre oggi si presenta con l'influenza dei caratteri artistici del XVIII secolo. Un pavimento in riggiole del 1778, ottimamente conservato, raffigura una gran rosa dei venti, intrecciata da volute con una decorazione perimetrale che presenta una fascia di racemi e grappoli d'uva simboli dei doni eucaristici. Sul fondo dell'aula un piccolo altare policromo nasconde la scarsella voltata a botte sulla cui sommità si eleva la croce dei morti.
Sul lato sinistro si allunga in forma rettangolare la saletta funeraria, con quattro vasche, due per lato, sulle quali sovrastano dodici nicchie con piccoli seggi: qui erano posti seduti e legati i cadaveri, lasciati a decomporsi seconda un'antica usanza. In fondo alla saletta un dipinto della "Madonna delle sette spade con le anime del Purgatorio" sia la cripta sia la parte superiore della chiesa presentano ipogei di diversa grandezza nei quali, da recenti sopralluoghi, è stata notata la presenza di opere romane "opus reticolatum".